# Дактилоскопическая формула
Дактилоскопическая формула, являющаяся основой для многих систем дактилоскопической регистрации, организованных по картотечному принципу, изобретённая в конце XIX века, в начале XXI столетия становится анахронизмом. В начале XXI века принцип организации и работы дактилоскопических картотек, которому к этому времени более 100 лет, ещё продолжает существовать, но чаще лишь по инерции и в связи с тем, что многомиллионные массивы дактилокарт (их «бумажные копии») разложены в картотеках по этому принципу картотечной регистрации. 
Там, где введены автоматизированные дактилоскопические системы, этот принцип уже не используется. При наличии таких систем вся информация (отпечатки пальцев и ладоней рук, паспортные данные и т.д.) хранится в электронном виде. Поиск «запросного» папиллярного узора по базе данных производится с помощью программных средств и специально написанных для этого алгоритмов поиска и индексирования (кодирования) папиллярных узоров.

## Обзор дактилоскопических классификаций
Французский криминалист Эдмонд Локар в своём «Руководстве по криминалистике» приводит данные более чем о 30 системах дактилоскопической регистрации. 
| Перечень картотечных систем дактилоскопической регистрации (по Эдмонду Локару) |                |             |
| Вуцетича                                                                       | Гальтона-Генри | Поттехера   |
| Бертильона                                                                     | Бальтазара     | Валладареса |
| Конлея                                                                         | Ларсона        | Рошера      |
| Гасти                                                                          | Даае           | Боргергофа  |
| Спирлета                                                                       | Олорица        | Стеегарса   |
| Гарвей-паши                                                                    | Кабецаса       | Шмаллеганге |
| Патеера                                                                        | Противенского  | Локара      |
| Пессоа                                                                         | Миранда Пинто  | Лебедева    |
| Клатт-Вена                                                                     | Лериха         | Жуенна      |

Этот перечень дан Локаром в виде таблицы для сравнительной оценки, всего же им описано более 30 видов систематизаций. По причине значительного количества этих систем, мало чем либо принципиальным друг от друга отличающихся, и по причине того, что понятие «дактилоскопическая формула» представляет уже лишь исторический интерес, интереснее и полезнее не подробная информация о структуре и принципах каждой такой системы, довольно-таки объёмная в описании и изложении, а их сравнительная оценка. 
Несмотря на кажущееся чрезвычайное разнообразие дактилоскопических систем, все они имеют общую основу. Любая классификация отпечатков является «дельтической» (по выражению Олорица). По количеству и положению дельтообразных участков папиллярных линий, узоры подразделяются на 4 типа:
1. дельта слева (петля правая);
2. дельта справа (петля левая);
3. две дельты и более (завитки, сложные узоры);
4. вообще нет дельт (дуги).

Такова общая основа, данная природой. Различия касаются использования другого существенного элемента узора — его центра. В некоторых системах используется разнообразие разновидностей центральной части узора. 
В других, например, Гальтона-Генри, предпочитается брать соотношение расстояния между дельтой и центром, выраженное в количестве папиллярных линий между ними — «гребневой счёт». Это расстояние между дельтой и центром измеряется по условной прямой линии, их соединяющей.

## Дактилоскопическая формула на примере классификации Гальтона-Генри
Вывод основной дактилоскопической формулы можно показать на примере классификации Гальтона-Генри. 
- Папиллярные узоры с одной дельтой (независимо от её положения — слева или справа) названы «петля» (Loop) и обозначаются буквой L.
- С двумя и большим количеством дельт — «завиток» (Whorl), буква W.
- Без дельт — «дуга» (Arch), буква A.

Статистика показывает, что в среднем к типу L относится около 60% узоров, к типу W — 35%, к типу A — 5%. 
Для вывода основной формулы принято тип A (дуги, без дельт) приравнять к типу L (петли, одна дельта), а составные, сложные узоры (с более чем двумя дельтами) приравнять к типу W (завитки, две дельты).
Основная дактилоскопическая формула представляет собой дробь, числитель и знаменатель которой — это сумма чисел в соответствии с данной таблицей:
| 16 |
| -- |

| 8 |
| - |

| 4 |
| - |

| 2 |
| - |

| 1 |
| - |

| 1 |
| - |

| 16 |
| -- |

| 8 |
| - |

| 4 |
| - |

| 2 |
| - |

| 1 |
| - |

| 1 |
| - |

- В дробь добавляется соответствующее для пальца число только в случае, если тип узора W.
- Если тип узора L или A, то в общую сумму для числителя или знаменателя ничего не добавляется.
- Последняя дробь 1/1 добавляется обязательно и в любом случае. Это принято, чтобы не было формулы 0/0 когда узоры всех десяти пальцев не относятся к типу W.
- Максимальное значение формулы — 32/32, когда все десять пальцев имеют завитковые узоры, т.е. относятся к типу W.
- Минимальное значение — 1/1, когда ни один палец не имеет завиткового узора, узоры на всех десяти пальцах или A, или L.
- И числитель, и знаменатель могут принимать значения от 1 до 32. Следовательно, возможное количество различных комбинаций типов узоров равно 32*32=1024.

Для больших по объёму картотек деление их на 1024 раздела является недостаточным. Потому кроме основной дактилоскопической формулы выводится дополнительная, где для каждого пальца учитывается тип узора (A, L или W), расстояние в «гребневом счёте» между дельтой и центром (для петлевых узоров), взаиморасположение между собой левой и правой дельт (для завитковых узоров).

## Недостатки картотечной регистрации
Картотечная регистрация, применяющаяся с конца XIX века, относительно неплохо решает задачи установления личности человека или неопознанного трупа, если имеются отпечатки всех десяти пальцев рук. Дактилокарты в картотеке раскладываются по 1024 разделам в соответствии с основной дактилоскопической формулой, выводящейся на основе данных о всех десяти пальцах. Если отпечатков каких-либо пальцев нет, идентификация осуществляется с использованием вероятных формул. При отсутствии отпечатка одного пальца необходимо проверить два раздела картотеки, при отсутствии двух отпечатков — четыре раздела, трёх — восемь, четырёх — шестнадцать, и так далее в геометрической прогрессии.
Следы одиночных пальцев рук практически невозможно идентифицировать с использованием картотечной системы регистрации. В результате этого десятипальцевая дактилоскопическая картотека практически не используется для проверки следов рук с мест преступлений (которые обычно являются одиночными). Имеются также сложности при установлении личности трупов, когда по каким-то причинам (например, вследствие гнилостных изменений) не удаётся получить отпечатки нескольких пальцев рук.